# John L'Ecuyer
Pour les articles homonymes, voir L'Écuyer.
John L'Ecuyer (15 novembre 1966 à Montréal) est un réalisateur et scénariste canadien.

## Biographie

### Vie privée
John L'Ecuyer fut[Quand ?] le compagnon de l'actrice Daniela Akerblom.

## Filmographie

### Réalisateur
- 1994 : Low Life
- 1994 : It's a Beautiful Day
- 1995 : Use Once and Destroy
- 1995 : Curtis's Charm (en)
- 1997 : Confessions of a Rabid Dog
- 1998 : Coroner Da Vinci ("Da Vinci's Inquest") (série télévisée)
- 1998 : Les Aventures de Shirley Holmes (The Adventures of Shirley Holmes) (série télévisée)
- 1999 : The City (série télévisée)
- 1999 : Les Prédateurs (série télévisée)
- 2000 : Live Through This (série télévisée)
- 2000 : Saint Jude
- 2001 : Tagged: The Jonathan Wamback Story (en) (TV)
- 2001 : En quête de justice (Just Cause) (série télévisée)
- 2003 : Choice: The Henry Morgentaler Story (TV)
- 2004 : Prom Queen (Prom Queen: The Marc Hall Story) (TV)
- 2004 : ReGenesis - Saison 2 épisodes 1, 3, 5, 8, 9, 12, 13 (TV)
- 2004 : Le Goût des jeunes filles
- 2006 : ReGenesis - Saison 2 épisodes 1, 3, 6, 7, 8, 10, 12 (TV)
- 2007 : ReGenesis - Saison 3 épisodes 3, 4, 11, 13 (TV)
- 2007 : Au nom de ma fille (In God's Country) (TV)
- 2013: Un bébé en héritage (Sorority Surrogate) (TV)
- 2013 : Ma fille, ma bataille (My Daughter Must Live) (TV)
- 2013 : The Secret Sex Life of a Single Mom (TV)
- 2015 : A Date with Miss Fortune (en)
- 2014 : Deadly Voltage
- 2014 : Blood and Water (en)  (série télévisée)

### Scénariste
- 1994 : Low Life
- 1994 : It's a Beautiful Day
- 1995 : Use Once and Destroy
- 1995 : Curtis's Charm
- 1997 : Confessions of a Rabid Dog

### Acteur
- 1998 : Twitch City (en)